# Genom allt
"Genom allt" är en sång som spelades in av Carola Häggkvist på albumet Störst av allt 2005. Text och musik är skriven av Carola Häggkvist själv. Låten blev en stor radiohit i mitten av 2005. Hon sjöng den även under pausen i finalen av den svenska Melodifestivalen 2005 i Globen. Låten fick väldigt bra mottagande från både publik och recensenter. Många menade dock att låten stal för mycket uppmärksamhet från tävlingsbidragen, vilket lett till ett mer restriktivt förhållande till artistuppträdanden i Melodifestivalens pausnummer, och i stället har det banat väg för mer komikerframträdanden.

## Svensktoppen
Genom allt testades på Svensktoppen. Den 22 maj 2005 gick den in på nionde plats. Den 29 maj 2005 hade den stigit upp till åttonde plats, men den 5 juni 2005 var den tillbaka på niondeplatsen. Därefter var den utslagen.

### Fotnoter
1. ↑  ”Svensktoppen”. 22 maj 2005. http://sverigesradio.se/sida/topplista.aspx?programid=2023&date=2005-05-22. Läst 2 juni 2011.
2. ↑  ”Svensktoppen”. 29 maj 2005. http://sverigesradio.se/sida/topplista.aspx?programid=2023&date=2005-05-29. Läst 2 juni 2011.
3. ↑  ”Svensktoppen”. 5 juni 2005. http://sverigesradio.se/sida/topplista.aspx?programid=2023&date=2005-06-05. Läst 2 juni 2011.
4. ↑  ”Svensktoppen”. 12 juni 2005. Arkiverad från originalet den 29 april 2017. https://web.archive.org/web/20170429040109/https://sverigesradio.se/sida/topplista.aspx?programid=2023. Läst 2 juni 2011.